# جون ديفين
جون ديفين (بالإنجليزية: John Devine)‏ (11 نوفمبر 1958 في جمهورية أيرلندا - ) هو لاعب كرة قدم أيرلندي في مركز الظهير. شارك مع منتخب جمهورية أيرلندا تحت 21 سنة لكرة القدم ومنتخب جمهورية أيرلندا لكرة القدم. أما مع النوادي، فقد لعب مع ستوك سيتي ونادي أرسنال ونادي إيست بنغال ونادي ستارت ونادي شامروك روفرز ونورويتش سيتي.

## وصلات خارجية
- جون ديفين على موقع قاعدة بيانات كرة القدم.إي يو (الإنجليزية)
- جون ديفين على موقع ناشيونال فوتبول تيمز (الإنجليزية)
- جون ديفين على موقع عالم كرة القدم.نت (الإنجليزية)